# 雁白大橋駅
雁白大橋駅（がんはくだいきょうえき）は中華人民共和国甘粛省蘭州市城関区に位置する蘭州軌道交通2号線の駅である。

## 歴史
建設時の仮駅名は雁北路駅であった
- 2018年5月22日：当駅が着工[2]。
- 2023年6月29日：2号線の駅として正式開業[3]。

## 隣の駅
蘭州軌道交通
■2号線
雁白大橋駅 - 均家灘駅